# Headless Cross
Headless Cross ist das vierzehnte Studioalbum der Heavy-Metal-Band Black Sabbath, welches 1989 veröffentlicht wurde. Es ist das zweite Album mit Tony Martin als Sänger und die erste Zusammenarbeit mit dem Schlagzeuger Cozy Powell.

## Hintergrund
Headless Cross wurde im Zeitraum August bis November 1988 aufgenommen. Als Bassist war Laurence Cottle bei den Aufnahmen engagiert und ist auch im Videoclip zum Titelsong zu sehen. Allerdings wurde Cottle kurze Zeit darauf durch Neil Murray für die anschließende Tour ersetzt. Auch auf dem Promo-Material zur Veröffentlichung sind nur Iommi, Powell und Martin abgebildet. Queen-Gitarrist Brian May steuerte das Gitarrensolo zu When Death Calls bei.
Nach dem kommerziell enttäuschenden Vorgängeralbum gelang es Black Sabbath mit Headless Cross, wieder in die Erfolgsspur zurückzukehren. Es konnte Platz 31 in den britischen Albumcharts und Platz 115 in den US-amerikanischen Charts erreicht werden, und mit Headless Cross und Devil & Daughter wurden zwei Singleauskopplungen veröffentlicht.
Headless Cross zeichnet sich durch eine düstere Grundstimmung aus, was sowohl die musikalische Ausrichtung als auch die Texte betrifft. Okkulte und düstere Themen dominieren die Platte, wobei vor allem die Texte dem Hörer viele Interpretationsmöglichkeiten offenlassen. Nach den kommerziell wenig erfolgreichen Jahren und ständigen Besetzungswechseln gilt Headless Cross bei Fans und Kritikern als bestes Album von Black Sabbath seit geraumer Zeit.

## Titelliste
1. The Gates of Hell – 1:06
2. Headless Cross  – 6:29
3. Devil & Daughter  – 4:44
4. When Death Calls – 6:55
5. Kill in the Spirit World – 5:11
6. Call of the Wild – 5:18
7. Black Moon – 4:06
8. Nightwing – 6:35
9. Cloak & Dagger (nur auf Picture-Disc-Veröffentlichung) – 4:37